# Films américains sortis en 1941
Listes de films américains
- 1937
- 1938
- 1939
- 1940
- 1941
- 1942
- 1943
- 1944
- 1945

Liste (non exhaustive) de films américains sortis en 1941.
Qu'elle était verte ma vallée remporte l'Oscar du meilleur film à la 14e cérémonie des Oscars organisée le 26 février 1942

## A-B (par ordre alphabétique des titres en anglais)
| Titre                          | Réalisateur                  | Distribution                                                  | Genre              | Studio/Notes                                          |  |
| ------------------------------ | ---------------------------- | ------------------------------------------------------------- | ------------------ | ----------------------------------------------------- |  |
| An Ache in Every Stake         | Del Lord                     | The Three Stooges                                             | Comédie            |                                                       |  |
| Adam Had Four Sons             | Gregory Ratoff               | Ingrid Bergman, Warner Baxter, Susan Hayward                  | Drame              |                                                       |  |
| Adventures of Captain Marvel   | William Witney, John English | Tom Tyler, Frank Coghlan, Jr.                                 | Serial             | Première adaptation d'un comics par Republic Pictures |  |
| All the World's a Stooge       | Del Lord                     | The Three Stooges                                             | Comédie            |                                                       |  |
| All This and Rabbit Stew       | Tex Avery                    | Bugs Bunny                                                    | Animation          |                                                       |  |
| All Through the Night          | Vincent Sherman              | Humphrey Bogart, Kaaren Verne, Conrad Veidt                   | Thriller           |                                                       |  |
| Among the Living               | Stuart Heisler               | Albert Dekker, Susan Hayward, Frances Farmer                  | Film d'horreur     |                                                       |  |
| Andy Hardy's Private Secretary | George B. Seitz              | Lewis Stone, Mickey Rooney, Kathryn Grayson                   | Film familial      |                                                       |  |
| The Art of Self Defense        | Jack Kinney                  | Goofy                                                         | Animation          |                                                       |  |
| Aviation Vacation              | Tex Avery                    | Looney Tunes                                                  | Animation          |                                                       |  |
| Babes on Broadway              | Busby Berkeley               | Judy Garland, Mickey Rooney                                   | Film musical       | Third in Berkeley's backyard musicals.                |  |
| Back Street                    | Robert Stevenson             | Charles Boyer, Margaret Sullavan                              | Drame              | Reprise du film de 1932                               |  |
| The Bad Man                    | Richard Thorpe               | Wallace Beery, Lionel Barrymore, Laraine Day, Ronald Reagan   | Western            | Reprise du The Bad Man de 1930                        |  |
| Ball of Fire                   | Howard Hawks                 | Gary Cooper, Barbara Stanwyck                                 | Comédie            | Prédécesseur du musical A Song Is Born en 1948        |  |
| Barnacle Bill                  | Richard Thorpe               | Wallace Beery, Marjorie Main                                  | Comédie            |                                                       |  |
| The Big Store                  | Charles Reisner              | Marx Brothers                                                 | Comédie            | Dernier film des Marx Brothers avec la MGM            |  |
| Billy the Kid                  | David Miller                 | Robert Taylor, Brian Donlevy                                  | Western            | Reprise du Billy the Kid de 1930.                     |  |
| Birth of the Blues             | Victor Schertzinger          | Bing Crosby, Mary Martin                                      | Film musical       | Paramount                                             |  |
| The Black Cat                  | Albert S. Rogell             | Basil Rathbone, Hugh Herbert, Broderick Crawford, Bela Lugosi | Film d'horreur     | D'après la nouvelle Le chat noir d'Edgar Allan Poe    |  |
| Blood and Sand                 | Rouben Mamoulian             | Tyrone Power, Linda Darnell, Rita Hayworth, Alla Nazimova     | Drame              | Déjà réalisé en 1922 et 1916                          |  |
| The Blood of Jesus             | Spencer Williams             | Cathryn Caviness, Spencer Williams                            | Race               | Autre titre The Glory Road                            |  |
| Blossoms in the Dust           | Mervyn LeRoy                 | Greer Garson, Walter Pidgeon, Felix Bressart                  | Drame              |                                                       |  |
| Blues in the Night             | Anatole Litvak               | Priscilla Lane, Betty Field                                   | Film musical       | Avec la chanson Blues in the Night                    |  |
| Bowery Blitzkrieg              | Wallace Fox                  | The East Side Kids, Keye Luke, Warren Hull                    | Comédie, policière |                                                       |  |
| The Bride Came C.O.D.          | William Keighley             | James Cagney, Bette Davis                                     | Comédie            |                                                       |  |
| Broadway Limited               | Gordon Douglas               | Victor McLaglen, Patsy Kelly, ZaSu Pitts                      | Comédie            |                                                       |  |
| Buck Privates                  | Arthur Lubin                 | Abbott et Costello                                            | Comédie            |                                                       |  |

## C-D
| Titre                        | Réalisateur                  | Distribution                                       | Genre                  | Notes                                          |
| ---------------------------- | ---------------------------- | -------------------------------------------------- | ---------------------- | ---------------------------------------------- |
| Caught in the Draft          | David Butler                 | Bob Hope, Dorothy Lamour                           | Comédie                |                                                |
| Charlie Chan in Rio          | Harry Lachman                | Sidney Toler, Victor Sen Yung, Kay Linaker         | Film à énigme          |                                                |
| Cheers for Miss Bishop       | Tay Garnett                  | Martha Scott. William Gargan                       | Drame                  | D'après le roman Miss Bishop.                  |
| The Chocolate Soldier        | Roy Del Ruth                 | Nelson Eddy, Risë Stevens, Nigel Bruce             | Film musical           |                                                |
| Citizen Kane                 | Orson Welles                 | Orson Welles, Joseph Cotten                        | Drame                  | Oscar du cinéma du meilleur scénario original  |
| The Corsican Brothers        | Gregory Ratoff               | Douglas Fairbanks Jr., Ruth Warrick, Akim Tamiroff | Film de cape et d'épée |                                                |
| The Devil and Daniel Webster | William Dieterle             | Edward Arnold, Walter Huston, James Craig          | Fantasy                | Distribué sous le titre All That Money Can Buy |
| The Devil and Miss Jones     | Sam Wood                     | Jean Arthur, Charles Coburn                        | Comédie                |                                                |
| Dick Tracy vs Crime Inc      | William Witney, John English | Ralph Byrd                                         | Serial                 |                                                |
| Dr. Jekyll and Mr. Hyde      | Victor Fleming               | Spencer Tracy, Ingrid Bergman, Lana Turner         | Film d'horreur         | Reprise du film de 1931                        |
| Dressed to Kill              | Eugene J. Forde              | Lloyd Nolan, Mary Beth Hughes, Sheila Ryan         | Film à énigme          |                                                |
| Dumbo                        | Ben Sharpsteen               | Edward Brophy, Herman Bing                         | Dessin animé           |                                                |
| Dutiful But Dumb             | Del Lord                     | The Three Stooges                                  | Comédie, court métrage | Columbia Pictures                              |

## E-H
| Titre                          | Réalisateur              | Distribution                                                         | Genre                  | Notes                                                 |
| ------------------------------ | ------------------------ | -------------------------------------------------------------------- | ---------------------- | ----------------------------------------------------- |
| Elmer's Pet Rabbit             | Chuck Jones              | Elmer Fudd, Bugs Bunny                                               | Cartoon                | Warner Bros.                                          |
| The Face Behind the Mask       | Robert Florey            | Peter Lorre                                                          | Film policier          |                                                       |
| The Flame of New Orleans       | René Clair               | Marlene Dietrich, Mischa Auer                                        | Film d'amour, Comédie  |                                                       |
| Flying Wild                    | William West             | Leo Gorcey, David Gorcey                                             | Aviation               | Cinquième volet de la série des East Side Kids series |
| Forced Landing                 | Gordon Wiles             | Richard Arlen, Eva Gabor, J. Carrol Naish, Nils Asther, Evelyn Brent | Film d'action          |                                                       |
| The Gang's All Here            | Jean Yarbrough           | Frankie Darro, Mantan Moreland, Robert Homans                        | Film d'action, comédie |                                                       |
| Great Guns                     | Monty Banks              | Laurel et Hardy                                                      | Comédie                |                                                       |
| The Great Lie                  | Edmund Goulding          | Mary Astor, Bette Davis, George Brent                                | Drame                  | D'après le roman The Far Horizon                      |
| The Green Hornet Strikes Again | Ford Beebe, John Rawlins | Warren Hull, Keye Luke                                               | Serial                 | Suite du The Green Hornet de 1940.                    |
| H. M. Pulham, Esq.             | King Vidor               | Robert Young, Hedy Lamarr, Ruth Hussey                               |                        | Apparition non créditée d'Ava Gardner                 |
| The Heckling Hare              | Tex Avery                | Looney Tunes                                                         | Animation              |                                                       |
| Hellzapoppin                   | H. C. Potter             | Ole Olsen, Chic Johnson, Martha Raye                                 | Comédie musicale       |                                                       |
| Here Comes Mr. Jordan          | Alexander Hall           | Robert Montgomery, Evelyn Keyes, Claude Rains                        | Comédie                | Suivi de Down to Earth en 1947                        |
| Hiawatha's Rabbit Hunt         | Friz Freleng             | Bugs Bunny                                                           | Animation              |                                                       |
| High Sierra                    | Raoul Walsh              | Ida Lupino, Humphrey Bogart                                          | Film noir              |                                                       |
| Hit the Road                   | Joe May                  | Gladys George, Barton MacLane, Dead End Kids                         | Comédie policière      |                                                       |
| Hold Back the Dawn             |                          | Charles Boyer, Olivia de Havilland, Paulette Goddard                 | Film d'amour           |                                                       |
| Hold That Ghost                |                          | Abbott et Costello                                                   | Comédie                |                                                       |
| Honky Tonk                     | Jack Conway              | Clark Gable, Lana Turner, Claire Trevor                              | Western                |                                                       |
| How Green Was My Valley        | John Ford                | Walter Pidgeon, Maureen O'Hara, Roddy McDowall                       | Drame                  |                                                       |

## I-N
| Titre                             | Réalisateur                  | Distribution                                                 | Genre                           | Notes             |
| --------------------------------- | ---------------------------- | ------------------------------------------------------------ | ------------------------------- | ----------------- |
| I Wake Up Screaming               | H. Bruce Humberstone         | Betty Grable, Victor Mature, Carole Landis                   | Film noir                       |                   |
| I Wanted Wings                    | Mitchell Leisen              | Ray Milland, William Holden, Brian Donlevy                   | Drame                           |                   |
| I'll Never Heil Again             | Jules White                  | The Three Stooges                                            | Comédie, court métrage          | Columbia Pictures |
| In the Navy                       | Arthur Lubin                 | Abbott et Costello, Dick Powell                              | Comédie                         |                   |
| In the Sweet Pie and Pie          | Jules White                  | The Three Stooges                                            | Comédie, court métrage          | Columbia Pictures |
| Le Fantôme invisible              | Joseph H. Lewis              | Bela Lugosi, Polly Ann Young                                 | Film d'horreur                  |                   |
| It Started with Eve               | Henry Koster                 | Deanna Durbin, Charles Laughton, Robert Cummings             | Film musical                    |                   |
| Jungle Girl                       | William Witney, John English | Frances Gifford                                              | Serial                          |                   |
| Keep 'Em Flying                   | Arthur Lubin                 | Abbott et Costello, Martha Raye                              | Comédie                         |                   |
| King of the Zombies               | Jean Yarbrough               | Dick Purcell, Joan Woodbury                                  | Film d'horreur, comédie         |                   |
| Ladies in Retirement              | Charles Vidor                | Ida Lupino, Louis Hayward                                    |                                 |                   |
| Lady Be Good                      | Norman Z. McLeod             | Eleanor Powell, Ann Sothern, Robert Young                    | Film musical                    |                   |
| The Lady Eve                      | Preston Sturges              | Barbara Stanwyck, Henry Fonda                                | Screwball comedy                | Paramount         |
| Life Begins for Andy Hardy        | George B. Seitz              | Lewis Stone, Mickey Rooney, Fay Holden                       | Film familial                   |                   |
| The Little Foxes                  | William Wyler                | Bette Davis                                                  | Drame                           |                   |
| The Little Whirlwind              |                              |                                                              | Court métrage animé             |                   |
| Look Who's Laughing               | Allan Dwan                   | Edgar Bergen, Charlie McCarthy, Jim Jordan                   | Comédie                         |                   |
| Louisiana Purchase                | Irving Cummings              | Bob Hope                                                     | Film musical                    |                   |
| The Maltese Falcon                | John Huston                  | Humphrey Bogart, Mary Astor, Sydney Greenstreet, Peter Lorre | Film à énigme                   |                   |
| Man Hunt                          | Fritz Lang                   | Walter Pidgeon, Joan Bennett                                 | Thriller                        |                   |
| Man Made Monster                  |                              | Lon Chaney, Jr.                                              | Science fiction, film d'horreur |                   |
| Manpower                          | Raoul Walsh                  | Edward G. Robinson, Marlene Dietrich, George Raft            | Drame                           |                   |
| Meet John Doe                     | Frank Capra                  | Gary Cooper, Barbara Stanwyck                                | Comédie dramatique              |                   |
| The Midnight Snack                | Hanna-Barbera                |                                                              | Dessin animé, court métrage     | Tom and Jerry     |
| Mister Bug Goes to Town           |                              |                                                              | Dessin animé                    |                   |
| Mob Town                          | William Nigh                 | Dick Foran, Anne Gwynne, Billy Halop                         | Comédie dramatique              |                   |
| The Monster and the Girl (en)     | Stuart Heisler               | Ellen Drew, Robert Paige, Paul Lukas                         | Science fiction, film d'horreur |                   |
| Moods of the Sea                  |                              |                                                              | Court métrage d'avant-garde     |                   |
| Moon Over Miami                   | Walter Lang                  | Betty Grable, Don Ameche                                     |                                 |                   |
| Mr. & Mrs. Smith                  | Alfred Hitchcock             | Carole Lombard, Robert Montgomery                            | Screwball comedy                |                   |
| Never Give a Sucker an Even Break | Edward Cline                 | W. C. Fields                                                 | Comédie                         |                   |
| New York Town                     | Charles Vidor                | Fred MacMurray, Mary Martin                                  | Comédie romantique              |                   |
| Nice Girl?                        | William A. Seiter            | Deanna Durbin, Franchot Tone, Walter Brennan                 | Film musical                    |                   |
| The Nifty Nineties                |                              |                                                              | Court métrage, dessin animé     |                   |
| The Night Before Christmas        | Hanna-Barbera                |                                                              | Dessin animé, court métrage     | Tom and Jerry     |

## O-S
| Titre                                                  | Réalisateur         | Distribution                                             | Genre                          | Notes                                                       |
| ------------------------------------------------------ | ------------------- | -------------------------------------------------------- | ------------------------------ | ----------------------------------------------------------- |
| One Foot in Heaven                                     | Irving Rapper       | Fredric March, Martha Scott, Beulah Bondi, Gene Lockhart | Film biographique              |                                                             |
| One Night in Lisbon                                    | Edward H. Griffith  | Fred MacMurray, Madeleine Carroll                        | Thriller                       | Paramount Pictures                                          |
| Pantry Panic                                           | Walter Lantz        | Woody Woodpecker                                         | Dessin animé                   | Universal Pictures                                          |
| Parachute Battalion                                    | Leslie Goodwins     | Robert Preston, Nancy Kelly, Edmond O'Brien, Buddy Ebsen | Film de guerre                 |                                                             |
| Penny Serenade                                         | George Stevens      | Irene Dunne, Cary Grant, Beulah Bondi, Edgar Buchanan    | Mélodrame                      | Grant nommé pour l'Oscar du cinéma                          |
| A Place to Live                                        | Irving Lerner       |                                                          | Film documentaire              |                                                             |
| Rage in Heaven                                         | W. S. Van Dyke      | Robert Montgomery, Ingrid Bergman, George Sanders,       | Thriller                       |                                                             |
| Red River Valley                                       | Joseph Kane         | Roy Rogers, Gabby Hayes                                  | Western                        |                                                             |
| The Reluctant Dragon                                   | Alfred L. Werker    | Robert Benchley, Frances Gifford                         | Dessin animé                   |                                                             |
| Remember the Day                                       | Henry King          | Claudette Colbert, John Payne                            | Drame                          |                                                             |
| Les justiciers du désert (en) (Riders of Death Valley) | Ray Taylor          | Dick Foran, Buck Jones, Ford Beebe                       | Serial                         |                                                             |
| Ring of Steel                                          |                     | Raconté par Spencer Tracy                                |                                | Film de recrutement de l'armée                              |
| Road to Zanzibar                                       | Victor Schertzinger | Bob Hope, Bing Crosby, Dorothy Lamour                    | Comédie                        |                                                             |
| The Saint in Palm Springs                              | Jack Hively         | George Sanders, Wendy Barrie                             | Film policier, thriller        |                                                             |
| The Saint's Vacation                                   | Leslie Fenton       | Hugh Sinclair, Leueen MacGrath                           | Film d'action, Film d'aventure |                                                             |
| Scrub Me Mama with a Boogie Beat                       |                     |                                                          |                                |                                                             |
| Sea Raiders                                            | Ford Beebe          | Dead End Kids, Little Tough Guys                         | Serial                         |                                                             |
| The Sea Wolf                                           | Michael Curtiz      | Edward G. Robinson, Ida Lupino, John Garfield            | Film d'aventure                |                                                             |
| Sergeant York                                          | Howard Hawks        | Gary Cooper, Walter Brennan                              | Film de guerre, biographie     | Oscar du cinéma du meilleur acteur                          |
| Shadow of the Thin Man                                 | W. S. Van Dyke      | William Powell, Myrna Loy                                | Film à énigme                  |                                                             |
| The Shanghai Gesture                                   | Josef von Sternberg | Gene Tierney, Walter Huston, Victor Mature               | Thriller                       |                                                             |
| The Shepherd of the Hills                              | Henry Hathaway      | John Wayne, Betty Field                                  |                                |                                                             |
| Shining Victory                                        | Irving Rapper       | James Stephenson, Geraldine Fitzgerald, Donald Crisp     | Drame, Suspense                | First National Pictures                                     |
| Six Gun Gold                                           | David Howard        | Tim Holt, Fern Emmett, Eddy Waller                       | Western                        |                                                             |
| Sky Raiders                                            |                     |                                                          | Serial                         |                                                             |
| Skylark                                                | Mark Sandrich       | Claudette Colbert, Ray Milland, Brian Aherne             | Drame                          |                                                             |
| Smilin' Through                                        | Frank Borzage       | Jeanette MacDonald, Brian Aherne                         | Romantic Drame                 |                                                             |
| So Long Mr. Chumps                                     | Jules White         | The Three Stooges                                        | Comédie                        | Columbia Pictures                                           |
| Some More of Samoa                                     | Del Lord            | The Three Stooges                                        | Comédie                        | Columbia Pictures                                           |
| Spooks Run Wild                                        | Phil Rosen          | Bela Lugosi, Leo Gorcey, Huntz Hall, Bobby Jordan        |                                |                                                             |
| St. Louis Blues                                        |                     |                                                          | Film musical                   | Short subject                                               |
| The Strawberry Blonde                                  |                     | James Cagney, Olivia de Havilland                        | Comédie                        |                                                             |
| Sullivan's Travels                                     | Preston Sturges     | Joel McCrea, Veronica Lake                               | Comédie                        |                                                             |
| Sun Valley Serenade                                    |                     | Sonja Henie, Lynn Bari, John Payne, Milton Berle         | Film musical                   | Avec Glenn Miller, Dorothy Dandridge, The Nicholas Brothers |
| Sunny                                                  | Herbert Wilcox      | Ray Bolger, Edward Everett Horton                        | Film musical                   |                                                             |
| Suspicion                                              | Alfred Hitchcock    | Cary Grant, Joan Fontaine, Nigel Bruce                   | Thriller                       | Oscar du cinéma pour Joan Fontaine                          |
| Swamp Water                                            | Jean Renoir         | Walter Brennan                                           | Drame                          |                                                             |

## T-Z
| Titre                         | Réalisateur        | Distribution                                                                 | Genre                  | Notes |
| ----------------------------- | ------------------ | ---------------------------------------------------------------------------- | ---------------------- | ----- |
| Tarzan's Secret Treasure      | Richard Thorpe     | Johnny Weissmuller, Maureen O'Sullivan, Johnny Sheffield                     | Film d'aventure        |       |
| That Night in Rio             | Irving Cummings    | Don Ameche, Alice Faye, Carmen Miranda                                       | Film musical           |       |
| They Died with Their Boots On | Raoul Walsh        | Errol Flynn, Olivia de Havilland                                             | Western                |       |
| They Met in Bombay            | Clarence Brown     | Clark Gable, Rosalind Russell, Peter Lorre                                   | Drame, film d'aventure |       |
| Timber                        |                    | Donald Duck, Peg Leg Pete                                                    | Court métrage animé    |       |
| Time Out for Rhythm           |                    | Rudy Vallée, Ann Miller, The Three Stooges                                   | Comédie musicale       |       |
| Tobacco Road                  | John Ford          | Charley Grapewin, Marjorie Rambeau, Gene Tierney                             | Drame                  |       |
| Tortoise Beats Hare           | Tex Avery          | Bugs Bunny, Cecil Turtle                                                     | Animation              |       |
| Two-Faced Woman               | George Cukor       | Greta Garbo                                                                  | Comédie romantique     |       |
| Unexpected Uncle              | Peter Godfrey      | Charles Coburn, Anne Shirley                                                 | Comédie dramatique     |       |
| Unholy Partners               | Mervyn LeRoy       | Edward G. Robinson, Laraine Day, Edward Arnold, Marsha Hunt                  |                        |       |
| A Very Young Lady             | Harold D. Schuster | Jane Withers, Nancy Kelly                                                    | Comédie                |       |
| Wabbit Twouble                |                    | Bugs Bunny                                                                   | Animation              |       |
| Western Union                 | Fritz Lang         | Randolph Scott, Robert Young                                                 | Western                |       |
| The Wolf Man                  | George Waggner     | Lon Chaney, Jr., Claude Rains, Ralph Bellamy, Bela Lugosi, Maria Ouspenskaya | Film d'horreur         |       |
| A Woman's Face                | George Cukor       | Joan Crawford, Melvyn Douglas, Conrad Veidt                                  | Drame                  |       |
| A Yank in the RAF             | Henry King         | Tyrone Power, Betty Grable                                                   | Film de guerre         |       |
| You Belong to Me              | Wesley Ruggles     | Barbara Stanwyck, Henry Fonda, Ruth Donnelly                                 | Comédie romantique     |       |
| You'll Never Get Rich         | Sidney Lanfield    | Fred Astaire, Rita Hayworth, Robert Benchley                                 | Comédie musicale       |       |
| Ziegfeld Girl                 | Robert Z. Leonard  | James Stewart, Judy Garland, Hedy Lamarr, Lana Turner                        | Drame, film musical    |       |

## Source de la traduction
- (en) Cet article est partiellement ou en totalité issu de l’article de Wikipédia en anglais intitulé « List of American films of 1941 » (voir la liste des auteurs).